# أيه بي أل اللوجستية
أيه بي أل اللوجستية المحدودة (APLL) هي شركة تابعة مملوكة بالكامل لشركة كنتيتسو وورلد اكسبريس (KWE) ، وهي شركة شحن ونقل مقرها اليابان. ونتيجة ل سلسلة التوريد العالمية المتخصصة، أيه بي أل اللوجستية تتاجر في أكثر من 60 بلدا،  خدمة السيارات ، والمواد الاستهلاكية، القطاع الصناعي، و التجزئة القطاعات ، فضلا عن توفير وسائل النقل كخدمة. يقع مقر شركة أيه بي أل اللوجستية في سنغافورة ، ولها مواقع في جميع أنحاء العالم.